# ورنة
الوَرْنَة اسم شهر ذي القعدة في الجاهلية، وهو الشهر الحادي عشر من شهور السنة في الجاهلية.